# Santa Sofia, Forlì-Cesana
Santa Sofia là một đô thị ở tỉnh Forlì-Cesena trong vùng Emilia-Romagna, có cự ly khoảng 80 km về phía đông nam của Bologna và khoảng 35 km về phía tây namcủa Forlì. Tại thời điểm ngày 31 tháng 12 năm 2004, đô thị này có dân số 4.223 người và diện tích là 148,5 km².
Santa Sofia giáp các đô thị: Bagno di Romagna, Civitella di Romagna, Galeata, Pratovecchio, Premilcuore, San Godenzo, Sarsina, Stia.